# Chiesa dei Santi Faustino e Giovita (Milano)
La chiesa dei santi Faustino e Giovita, martiri della prima età cristiana divenuti patroni di Brescia, sorge all'Ortica, sull'antica strada consolare romana che raggiungeva Aquileia passando per Brescia.

## Storia
La cappella fu dall'alto medioevo il punto di riferimento religioso della comunità agricola che popolava le terre di Cavriano. L'iscrizione datata 1182 su un affresco della Madonna con bambino scoperto nel 1979 testimonia l'esilio extra moenia dei cittadini di Milano a seguito della calata di Federico Barbarossa nel 1162. Tra i luoghi di esilio una piccola comunità dovette rifugiarsi a Cavriano e lì vivere fino alla pace di Costanza del 1183.

## Descrizione
La piccola chiesa (di soli 20x9 mq), con una modesta faccia a capanna e un'unica navata, presenta lateralmente le cappelle di San Giuseppe a destra e della Madonna delle Grazie con sacrestia a sinistra. 
Nella cappella dedicata alla Madonna delle Grazie si trova l'affresco di grande importanza storica, che ha permesso di fare chiarezza sulle origini della chiesa e sulla nascita stessa del borgo. Si tratta di una ieratica Madonna con bambino, di gusto bizantineggiante, non posteriore al XIII secolo. Nel 1979 si staccò tale affresco e si poté osservare un'importante iscrizione firmata e datata. La firma permette di leggere il nome di "Silanus", committente o artefice dell'opera. Il testo è l'espressione di un voto fatto alla Vergine per ottenere la clemenza di Dio in data 12 aprile 1182. Accanto all'iscrizione ci sono dei semplici disegni che riproducono un volto, il corso di un fiume (il Lambro?), degli animali e una porta urbica, secondo gli storici la Porta Orientale di Milano. 
La navata è stata riaffrescata nel 1898 secondo il gusto neobarocco e sulla volta a botte dominano le effigi dei santi titolari. Sempre sulla navata centrale si può vedere un frammento di affresco risalente al primo Cinquecento e raffigurante Cristo nell'iconografia dell'Ecce Homo.